# 丑舟蛾属
丑舟蛾属为舟蛾科的一个属，模式種黃檀丑舟蛾分布於東洋界。本屬雄性生殖器的背兜（tegumen）突出，同時具有發達的側突（socii）。

## 物种
歷史上有超過20個物種曾被歸類在丑舟蛾属，但根據德國鱗翅學家亞歷山大·辛特梅斯特（Alexander Schintlmeister）於2020年的彙整，本屬目前為單型屬，僅存黄檀丑舟蛾（Hyperaeschra pallida）一種。
此前尚有四個地位未定的物種也在這個屬中：
- Hyperaeschra georgica (Herrich-Schäffer, 1855)
- Hyperaeschra innotata (Hampson, 1896)
- Hyperaeschra plana Swinhoe, 1907
- Hyperaeschra tortuosa (Tepper, 1881)

北美洲的 H. georgica 與 H. tortuosa 是在1983年才被納進丑舟蛾屬，但當時做出此項分類變動的學者並未提及原因。這兩種舟蛾後來被移至另一個獨立的新屬——拟丑舟蛾属（Paraeschra）中。而發現於印度東北部的 H. innotata 與中國四川的 H. plana 則因模式標本的保存狀況不明，有效性存疑。